# Pyrenocollema arenisedum
Pyrenocollema arenisedum är en lavart som först beskrevs av A. L. Sm., och fick sitt nu gällande namn av Coppins. Pyrenocollema arenisedum ingår i släktet Pyrenocollema och familjen Xanthopyreniaceae.   Inga underarter finns listade i Catalogue of Life.